# Бахарампур
Бахарампур (бенг. বহরমপুর, англ. Baharampur, раніше Brahmapur) — місто в окрузі Муршідабад (адміністративний центр округу) індійського штату Західний Бенгал, розташоване на березі рукаву Бхаґіратхі, за 200 км на північ від міста Колката.
| Індія | Це незавершена стаття з географії Індії. Ви можете допомогти проєкту, виправивши або дописавши її. |